# ザ★ゴリラ7
『ザ★ゴリラ7』（ザ・ゴリラセブン）は、日本のテレビ映画。主演：千葉真一、制作：NET・東映。1975年4月4日から10月3日まで毎週金曜日21:00 - 21:55に、ANNにて全26話がカラー・アナログ放送された。

## 概要
“ザ★ゴリラ7”は、フランスの大統領を身辺警護する、通称「ゴリラ」の名を由来とし、様々な特技を持つ男女7人のチーム。彼らは政治問題がらみの国際事件や個人の品物の護衛まで、多岐にわたる依頼を引き受け、ときには警察と対峙しながらも、任務を全うしようと活躍する。
本作はアクションスター・千葉真一を筆頭に、志穂美悦子、目黒祐樹、千葉治郎ら『ザ・ボディガード』の流れをくむキャストに加え、夏八木勲とにしきのあきらが加わり、迫力のスタントとアクロバットを織り交ぜながら描いたアクションドラマである。

## 出演

### ザ★ゴリラ7
- 風見 大介（かざみ だいすけ）

演 - 千葉真一
ゴリラ7のリーダー。格闘技の達人で、射撃の名手。2階の屋根から宙返りで、飛び降りる身体能力の持ち主である。走行する自動車の底にぶら下がる、空飛ぶ軽飛行機内での格闘、索道のロープを渡るなど、危険な任務を厭わず、果敢に率先して挑む。
- 緒方 譲治（おがた じょうじ）

演 - にしきのあきら
射撃の名手。女性にモテモテのレディキラー。
- 南 陽一郎（みなみ よういちろう）

演 - 目黒祐樹
通称・博士。発明狂と云われる技術屋。任務に必要な道具を作っていく。ヘリコプターも操縦できる。
- 万年 正（まんねん ただし）

演 - 千葉治郎
自動車・オートバイのドライブに秀でた青年。
- 流矢 ミチ（ながれや みち）

演 - 志穂美悦子
甲賀流忍者の末裔。
- 秋月 ローザ（あきつき ろーざ）

演 - マリア･エリザベス
宙返りをする身体能力がある。モデルのような外見とは裏腹にあっけらかんとし、物言いはズケズケしている。
- 冬木 猛（ふゆき たけし）

演 - 夏八木勲
通称・パパ。特技は変装。暗黒街に精通している。風見大介からも一目置かれ、大介不在時は指揮を執る。

### 雇い主
- 草鹿 龍（くさか りゅう）

演 - 中丸忠雄
金儲けのために危うい仕事をゴリラ7に都度依頼するが、全く儲からないので常にイライラしている。

### その他
※出演クレジットに表記されているスタッフ。() の数字は携わった話数。無しは全話に参加。
- 技斗 - 日尾孝司、西本良治郎 (2 - 9, 12, 14, 18)
- ジャパンアクションクラブ (JAC)
- 振付 - 西村篤三 (12)
- ナレーター - 大平透

## エピソードリスト
※ゲストはクレジットタイトルの表記順。技斗・ナレーターは#その他に掲載。
| No. | 放映日        | サブタイトル           | 監督     | 脚本              | ゲスト |
| --- | ------------- | ---------------------- | -------- | ----------------- | --- |
| 1   | 1975年 4月4日 | 武装強盗団             | 石井輝男 | 高久進            | 竜崎勝 / 川崎あかね、風間千代子 / 杉義一、伴大介、池田駿介 / 成川哲夫、田川恒夫、打田康比古、井上誠吾、松下昌司 / 神田隆                                                    |
| 2   | 4月11日       | 札束は殺しのラブレター | 竹本弘一 | 曽田博久          | 浜田寅彦、富田仲次郎 / 浜田晃、戸部夕子、五城影二 / 藤山浩二、関山耕司、はやみ竜次、香山秀美 / 高野隆志、奥山幸男 / 野際陽子（特別出演）                                    |
| 3   | 4月18日       | ハイジャック特攻作戦   | 田中秀夫 | 高久進            | 有吉ひとみ、岡崎二朗 / 鹿沼エリ、北村晃一、長島隆一、片山滉 / 松尾文人、遠藤征慈、木村修、高橋公江 / 中野好明                                                               |
| 4   | 4月25日       | ゴリラ撲滅大作戦       | 竹本弘一 | 石堂淑朗          | 山岡徹也、佐々木孝丸 / 潮建志、山本昌平、中田博久 / 安藤三男、丸岡将一郎、右下恭彦 / 高野公江                                                                               |
| 5   | 5月2日        | 大泥棒弟子入り志願     | 三堀篤   | 曽田博久          | 根上淳 / 武藤章生、テレサ乃木 / 宇南山宏、河合絃司 / 須賀良、高橋利雄、田川勝雄 / 菅原マキ                                                                                  |
| 6   | 5月9日        | お湯に群がる野獣ども   | 三堀篤   | 石堂淑朗          | 林ゆたか / 天津敏、河合伸旺 / 永井柳太郎、早田みゆき / 嵐五郎、比良元高、岩川ひとみ、松本敏夫 / 城春樹、青木卓司、栗原敏 / 葉山良二                                         |
| 7   | 5月16日       | 微笑む女に手を出すな！ | 若林幹   | 長谷川公之        | 牧れい / 大月ウルフ、黒沢のり子 / 北九州男、佐々木敏、谷本小代子 / オスマン・ユセフ、酒井郷博、木村修 / 佐川二郎、吉沢高明、安部浩子 / ケイ・アモハ、ギュンター・グリューベ |
| 8   | 5月23日       | 誇り高き脅迫者         | 三堀篤   | 長坂秀佳          | 高品格 / 嵯峨善兵 / 牧田正嗣、佐藤京一 / 松尾文人、桂ルミ / 城春樹、近藤涼子、山田光一、市場勝一                                                                            |
| 9   | 5月30日       | 必殺! 青きドラゴン     | 田中秀夫 | 長坂秀佳 甲幸司   | 山本麟一 / 成瀬昌彦、小林昭二 / 沢井桂子、下沢宏之、伊藤敏孝 / 高橋英三郎、石光豊、山下勝也 / 町田正則、白鳥まさ子、伊藤慶子                                                |
| 10  | 6月6日        | 警察に罠をはれ         | 若林幹   | 曽田博久          | 左右田一平 / 田坂都 / 織本順吉、佐々木功 / 斎藤武夫、千歩憲生、萩原竹夫、植松啓司 / 大村文武                                                                                |
| 11  | 6月13日       | 目にしみるぜ替玉作戦   | 吉川一義 | 押川国秋          | 竜崎一郎 / 原良子 / 轟謙二 / 中村孝雄、角友司郎 |
| 12  | 6月20日       | 恋と王女と弾丸と       | 小山幹夫 | 長坂秀佳          | 純アリス / 八名信夫、江幡高志 / 大月ウルフ、小林真琴、佐藤晟也 / トニー・セテラ、金井進二、久米勲夫 / 美原亮二、松下昌司、高野隆司                                          |
| 13  | 6月27日       | 胸に弔いの白い花       | 若林幹   | 長坂秀佳          | 中条静夫 / 津田亜矢子 / 佐原健二 / 新井つねひろ、青木淳也 / 亀山達也、畠中猛重                                                                                              |
| 14  | 7月4日        | 黄金の腕を持つ男       | 小山幹夫 | 高久進 新井光     | 和田浩治 / 木内みどり、寺島達夫 / 遠藤幸吉、丘野かおり / 守山竜二、厚木強、菊池正孝、横沢祐一 / 仲谷昇                                                                      |
| 15  | 7月11日       | パリより愛をこめて     | 野田幸男 | 長谷川公之        | 奈良富士子 / 杉義一、曽根晴美 / 山本昌平、原口剛、日尾孝司 / 鈴木義政、春田二三、酒井努、井上清和、吉沢高明 / 奥里美、肱岡美千代、神宮司弘子                                |
| 16  | 7月18日       | 軍用拳銃密売人         | 竹本弘一 | 流和也 新井光     | 安部徹 / 奈美悦子 / 関山耕司、大下哲矢 / 市村昌治、原田君事、内藤栄造 / 江藤昭、曽我弘章、菅野園子 / 松下昌司                                                               |
| 17  | 7月25日       | 許せぬ奴らに花一輪     | 吉川一義 | 曽田博久          | 今井健二 / 工藤明子 / 黒部進、高木均 / 愛みどり、佐藤好将、斎藤一之 / 司欣也、井上誠吾                                                                                      |
| 18  | 8月1日        | 明日なき殺人ジャガー   | 田中秀夫 | 江連卓            | 岸田森 / 北原義郎 / 近藤宏 / 河村憲一郎、東大二朗 / 三谷昇、山田禅二 / 平田晃代、磯貝佳与子                                                                                 |
| 19  | 8月8日        | 南国宝さがし大作戦     | 野田幸男 | 高久進 新井光     | 曽根晴美 / 小林トシエ / 杉義一、潮健児 / 日尾孝司、山本昌平 / 春田二三夫、酒井努、井上清和、吉沢高明 / 本田なを子、杉本みな子、岩田あかね                                   |
| 20  | 8月15日       | 波止場に立つ女         | 吉川一義 | 曽田博久          | 堀越陽子、武藤英司、江見俊太郎 / 酒谷明良、中井啓輔、潮健児 / 杉義一、小林千枝、佐藤晟也 / 長沢良治、金井哲夫、吉沢高明 / 広田ひさ子、有馬徹とノーチェークバーナ            |
| 21  | 8月22日       | 手錠をはめた億万長者   | 田中秀夫 | 押川国秋          | 伊藤雄之助 / 森秋子 / 蜷川幸雄、蟇目良 / 丹古母鬼馬二、斎藤一之／ストロング・イマリティー、エンベル・アルテンバイ、鈴木弘道                                                 |
| 22  | 8月29日       | 皆殺しのラインアップ   | 田中秀夫 | 曽田博久 高岩肇   | 石橋雅史 / 片桐夕子 / 細川俊夫、沖田駿一 / 高桐真、野々浩介 / 吉田勝宏、伊坂敦子、本田美雪、タミー（唄）/ 睦五郎                                                            |
| 23  | 9月5日        | 死刑台へ急ぐ野郎ども   | 田中秀夫 | 流和也            | ひしみゆり子 / 勝部演之、水谷邦久 / 八名信夫、中庸介、西優一 / 岩上瑛、北川恭子、晴海勇三、菊池正孝 / 田川勝雄、松本柳太郎、村松春市、中井将勝 / 仲島信                     |
| 24  | 9月19日       | オホーツクから来た男   | 田中秀夫 | 江連卓            | 新田昌玄 / 田辺進二、斎藤浩子 / 中村哲、藤山浩二 / 風戸裕介、沖田駿一、松坂雅治 / 新倉文男、司欣也、鹿地史郎、溜健二、松下昌司 / 今井久美子、藤本えり子                     |
| 25  | 9月26日       | 誘拐されたシンデレラ   | 石井輝男 | 石井輝男 山浦弘靖 | 天津敏 / 上野山功一、片山由美子 / 真木ひろみ、夏木章、日尾孝司 / 若尾義昭、山田光一、斉藤一之、原田力 / 金田治、塚田良子、田口行子、栗原敏 / 八代万智子                     |
| 26  | 10月3日       | ゴリラ破産宣告大戦争   | 田中秀夫 | 高久進 新井光     | 天野新二 / 吉田義夫、円山理映子 / 長谷川弘、千波丈太郎 / 梅津栄、深江章喜 / 山本緑、島山昌次、田川勝雄 / 角口俊高、木村修                                                   |

## スタッフ
※ ( ) の数字は担当話数で無しは全話担当。監督・脚本は#エピソードリストを参照。
- プロデューサー - 後藤武彦（NET）、吉川進 (東映、1 - 5, 16, 20, 22 - 23, 25)、渡辺洋一(東映、6 - 15, 17 - 19, 21, 24, 26)、七條敬三 (東映、6 - 15, 17 - 19, 21, 24, 26)
- 連載 - 月刊プレイコミック
- 音楽 - 三保敬太郎
- 音楽制作 - あんだんて
- 撮影 - 藤本茂 (1 - 5, 7, 9 - 21, 23 - 26)、西山誠 (6, 8)、相原義晴 (22)
- 照明 - 吉岡伝吉 (1 - 5, 7, 9 - 21, 23 - 26)、高橋弘 (6, 8)、石垣敏雄 (22)
- 録音：織本道雄（1,3 - 5, 7, 9 - 19, 21, 23 - 26）、大家忠男 (2, 20)、長井幹夫 (6, 8)、佐藤幸哉 (22)
- 美術 - 森田ふみよし (1 - 5, 7, 9 - 21, 23 - 26)、河村寅次郎 (6, 8)、井上明 (22)
- 編集 - 松谷正雄 (1, 4 - 9, 11 - 12, 14, 16 - 17, 21, 25）、成島一城 (2, 8)、山口一喜 (3, 10, 13, 15, 19 - 20, 22 - 24, 26)
- 記録 - 伊藤明子 (1 - 5, 7, 9 - 19, 23 - 26)、高橋扶佐緒 (6, 8)、中川節子 (20)、中町真弓 (22)
- 効果 - 阿部作二
- 計測 - 小泉貴一 (1 - 5, 7, 9 - 21, 23 - 26)、黒須健雄 (6, 8)、内田正司 (22)
- 助監督 - 稲垣信明 (1, 25)、辻理 (2, 4 - 5, 7, 10, 12 - 16, 19)、広田茂穂 (3, 6, 8, 20, 23)、小笠原猛 (9, 18, 21 - 22, 24, 26)、服部和史 (11, 17)
- 進行主任 - 奈良場繁 (2, 4, 10, 13, 15 - 16, 19)、沼尾和典 (5, 7, 24, 26)、鈴木善喜 (20)
- 進行 - 橋本鉄雄 (1, 6, 8, 12, 14, 25)、高谷正寛 (3, 9, 11, 17 - 18, 21 - 23)
- タイトルデザイン - 上田敬
- 装置 - 紀和美建
- 装飾 - 装美社
- 現像 - 東映化学
- 協力 - 伊東温泉観光協会 (6)、伊豆シャボテン公園 (6)、秩父鉄道 (7)、城山観光ホテル (15, 19)、全日空 (15, 19)、鹿児島県観光連盟 (15, 19)、ホテル秀水園 (21)
- 制作 - NET・東映

## 媒体
サウンドトラック
- ザ★ゴリラ7のテーマ - 作・編曲：三保敬太郎
- 風見大介の危機 - 台詞：千葉真一ほか、作・編曲：三保敬太郎
- EP45回転、ライナーノーツ：4ページ、規格番号：SN-1436、1975年、テイチクレコード

DVD, オンデマンド
2017年12月6日に全話DVD-BOXのデジタルリマスター版が販売された。2023年10月1日より、YouTube「東映シアターオンライン」の「据置枠」で第1・2話が常時無料配信されている。

## 放送局一覧
以下、特記の無い限り全て放送時間は金曜 21:00 - 21:55、同時ネット。※は遅れネット
- NETテレビ
- 北海道テレビ
- 青森放送（日本テレビ系列）：水曜 16:00 - 16:55※[2]
- 秋田放送（日本テレビ系列）：水曜 16:00 - 16:55※[3]
- 山形放送（日本テレビ系列）：日曜（土曜深夜）0:15 - 1:10※[4]
- ミヤギテレビ[5]→東日本放送（最終回のみ）
- 北日本放送（日本テレビ系列）※
- 信越放送（TBS系列）：土曜（金曜深夜）0:20 - 1:15※[6]
- テレビ山梨（TBS系列）：水曜（火曜深夜）0:00 - 0:55※[7]
- 名古屋テレビ
- 朝日放送
- 山陰中央テレビ（フジテレビ系列）：水曜 23:40 - 0:35※[8]
- 岡山放送（当時はフジテレビ・NETテレビ系列）
- 広島ホームテレビ：日曜 15:00 - 15:55※[9]（最終回のみ同時ネット[10])
- 瀬戸内海放送
- テレビ高知（TBS系列）：金曜（木曜深夜）0:00 - 0:55※[11]
- 九州朝日放送
- テレビ熊本（当時は日本テレビ・フジテレビ・NETテレビ系列）：日曜 16:00 - 16:55※[12]